# Abba Lerner
Abba Ptachya Lerner (Bessarabia, 28 ottobre 1903 – Tallahassee, 27 ottobre 1982) è stato un economista statunitense di origine ebraica.

## Biografia
Nato da famiglia ebraica, si trasferisce con questa in Gran Bretagna all'età di tre anni e va ad abitare nel quartiere londinese dell'East End. Inizia a lavorare all'età di sedici anni come macchinista, ma cambierà spesso lavoro (farà anche il cappellaio, l'insegnante di lingua ebraica e il compositore). Per qualche tempo studia da rabbino, ma poi sceglie di fondare una stamperia privata che fallirà nel 1929, a causa della crisi di Wall Street.
Durante le sue esperienze lavorative, si iscrive ad un movimento socialista - decisamente numerosi negli anni venti in Gran Bretagna - entrando così in contatto con il mondo dell'economia. Nel 1929, si iscrive alla prestigiosa London School of Economics and Political Science, nel tentativo di capire il perché del fallimento del suo esercizio commerciale.
Nel 1930 Lerner sposa Alice Sendak; essi hanno due figli gemelli, Marion e Lionel, nel 1932. In seguito divorziano. 
La carriera da studente di Lerner è brillante: pubblica vari lavori di primo rilievo sulla teoria economica e trova perfino il tempo per lanciare la Review of Economic Studies con i suoi colleghi Paul Sweezy ed Ursula Webb. I suoi scritti lo catapultano fra le prime linee della "rinascita" delle teorie paretiane, che durante gli anni trenta ha permesso il consolidamento della teoria neoclassica.
Fra il 1934 e il 1935 presta servizio per sei mesi a Cambridge, dove entra in contatto con John Maynard Keynes. Lerner successivamente sarà il primo economista "esterno" al cosiddetto "circolo keynesiano" ad afferrare pienamente il senso della Teoria Generale di Keynes, diventando così uno dei pionieri del post-keynesismo. Nel 1936 si sposa con Fraucine Klining (da cui avrà un figlio, Albert, nel dicembre di quell'anno) e viene assunto alla LSE come assistente. Nel 1937, emigra con la famiglia negli Stati Uniti, dove insegnerà in varie Università lungo tutta la sua carriera.
Nonostante la quantità e la qualità dei suoi contributi, non vinse mai il Premio Nobel per l'economia, né tantomeno guadagnò il giusto riconoscimento come uno dei migliori economisti del XX secolo, né almeno sviluppò un seguito fra i suoi studenti. In parte ciò dipese dal suo continuo peregrinare, in parte (secondo Tibor Scitovsky dell'Università di Stanford) dalla sua "implacabile logica [che] ha annullato qualsivoglia legame di fedeltà teorica da lui sviluppato [e] che lo ha fatto sembrare una persona fredda agli occhi di tutti". Sicuramente quest'ultimo giudizio è influenzato dall'incapacità congenita di Lerner di impegnarsi nelle dinamiche "politiche" interne alle varie Università statunitensi in cui ha insegnato.
Pesarono anche la mancata specializzazione in un dato campo economico (i suoi contributi interessano i più svariati campi economici) e la semplicità ed immediatezza delle intuizioni lerneriane - tanto che molti economisti, che in seguito hanno adottato le sue idee, si sono dimenticati a chi davvero risalgano. Esemplare in tal senso è il contributo di Lerner al concetto keynesiano di finanza funzionale.
Sicuramente, ha pesato anche il suo look decisamente bohèmien (barba lunga, sandali aperti sul davanti, colletto della camicia sempre sbottonato e sempre privo di cravatta) e il suo viaggio in Messico compiuto per convincere Lev Trockij delle modifiche fondamentali da apportare alla sua dottrina, alla luce della sintesi post-keynesiana.
Lerner resta comunque un economista acuto ed altamente creativo sia in campo teorico che analitico, un professore di alto rango che ha trattato l'Economia come una forma d'arte.
Durante la Seconda guerra mondiale, John Maynard Keynes tenne un discorso presso la Federal Reserve a Washington Lerner era presente e trovò la visione keynesiana sul funzionamento dell'economia estremamente convincente, tanto da contestare a Keynes stesso l'incapacità di giungere alle logiche conclusioni del suo ragionamento. L'economista britannico rispose molto piccato alle accuse, ma il suo collaboratore Evsej Domar (seduto dietro Lerner) bisbigliò ironicamente "[Keynes] dovrebbe leggere la Teoria Generale".

## Contributi teorici
Abba Lerner è stato definito "il Milton Friedman della sinistra". Con la sua "controparte" condivide infatti alcune caratteristiche: la bravura nell'esposizione, la capacità di rendere perfettamente chiari concetti anche di notevole complessità e soprattutto una mente analitica molto acuta, che lo rende in grado di seguire un argomento fino alle sue logiche conclusioni.
Come Friedman, Lerner ha anche profondamente in odio il potere del Governo sulle vite dei cittadini ed encomia il settore privato in quanto "alternativa all'impiego pubblico" e in quanto "salvaguardia per le libertà dell'individuo". Nella sua carriera si è speso per il libero mercato e contro ogni provvedimento di salario minimo e di controllo dei prezzi. Queste misure, per Lerner, interferiscono con il sistema dei prezzi autoregolanti, da lui definito come "uno degli strumenti più preziosi della società moderna". Inoltre è un deciso oppositore degli sprechi, in particolare delle errate allocazioni delle risorse e soprattutto della disoccupazione. I suoi principali contributi, molti dei quali pubblicati ancora da studente, si concentrano sulla teoria del commercio internazionale e sulla teoria dell'equilibrio generale di Léon Walras.
In un suo saggio del 1932, mette insieme la frontiera delle possibilità produttive di Gottfried von Haberler, la curva dell'offerta di Alfred Marshall e le curve di indifferenza di Vilfredo Pareto in un modello di commercio internazionale composto di due settori. Lerner lo completa nel 1934, formando così la base ancora oggi utilizzata per illustrare le dinamiche del commercio internazionale.
Sempre nel 1934, Lerner scrive (ma non pubblica) un saggio in cui individua le condizioni in cui il libero scambio di merci causa il livellamento dei prezzi dei fattori, anche quando i fattori sono mobili. Paul Samuelson arriverà alla stessa conclusione nel 1948 (anche se pubblicherà il suo saggio solo nel 1952). Successivamente scriverà: "Quando ho reso pubblici i risultati della mia ricerca nel 1948, Lord Robbins mi riferisce di avere da qualche parte uno scritto di Lerner che afferma le stesse cose. [...] Lerner ha portato alla luce questa gemma 17 anni prima che venisse pubblicata sulla Economica del 1950".
Ancora nel 1934, Lerner pubblica uno dei suoi lavori più celebri, "Il concetto di monopolio e la misurazione del potere di monopolio", in cui spiega perché, in una situazione di equilibrio generale, il prezzo deve eguagliare il costo marginale per ottenere un ottimo paretiano. Sempre Samuelson scrive nel 1964: "Tutto questo oggi potrà sembrare semplice, ma posso assicurarvi che nessuno a Chicago o alla Harvard nel 1935 era in grado di dirmi esattamente perché l'equivalenza fra prezzo e costo marginale era una cosa buona".
Sempre nello stesso saggio introduce il concetto di "grado di monopolio", individuabile in base alla differenza fra prezzo e costo marginale: maggiore è la differenza fra i due, maggiore è il grado di monopolio in quel dato settore produttivo.
Come parziale risultato di questo enorme contributo alla teoria paretiana, si associa a Oskar Lange nel dibattito sulla cosiddetta "terza via", ovvero la implementazione di un socialismo di mercato. Lerner è un convinto sostenitore della "democrazia economica" e dell'importanza della scelta del consumatore, ritenendo che una impresa privata debba subentrare ad una pubblica perfino nell'ambito di una economia socialista, se risulta essere più efficiente.
Lerner insiste molto sull'importanza di raggiungere l'efficienza attraverso la regola "P=MC", sia in caso di economia di libero mercato sia in caso di economia socialista. Soprattutto afferma che solo la distribuzione iniziale del reddito è da affidare alla discrezione del pianificatore centrale, mentre l'allocazione finale può essere efficiente solo in caso di una economia di libero mercato. Pur essendo convinto dalla bellezza e dall'efficienza del sistema paretiano di equilibrio generale, Lerner sa benissimo che il sistema stesso è raramente ottenibile nella realtà, esattamente come per il sistema socialista.
Nel 1936, un suo saggio prova l'esattezza di una sua vecchia intuizione sulla simmetria degli effetti delle tasse sulle importazioni e sulle esportazioni, conosciuta come il teorema della simmetria.
Sempre nel 1936, Lerner pubblica la sua prima e più importante analisi della Teoria generale dell'occupazione, dell'interesse e della moneta di Keynes, fornendo una interessante critica del sistema keynesiano che lui poi riprese nel 1939 e nel 1952. Le sue analisi sugli investimenti e sul risparmio nell'ottica keynesiana (1937, 1938, 1939, 1944) risolvono la disputa sulla "preferenza a restare liquidi" e sui prestiti contraibili, oltre che migliorare considerevolmente la teoria degli investimenti chiarendo il concetto del costo unitario del capitale e mostrando la relazione fra produttività marginale del capitale e efficienza marginale dell'investimento (1936-37, 1943, 1953).
Lerner è un efficace smantellatore dell'idea del "peso del debito" e degli altri argomenti comunemente usati contro le politiche di deficit spending. Forse il suo più importante contributo in assoluto è lo sviluppo dei principi della finanza funzionale (1941, 1943, 1944, 1948, 1951, 1961, 1973), la cui teoria propugna come obbiettivi il pieno impiego e la stabilità dei prezzi, senza dare eccessivo peso al debito pubblico. Partendo da una ipotesi di bilancio in pareggio, se il Governo ha intenzione di aumentare la domanda aggregata per mantenere stabile il livello di occupazione, le misure da intraprendere (aumento della spesa pubblica o diminuzione delle tasse) devono tendere alla creazione di un deficit. Se invece l'intenzione è quella di diminuire la domanda aggregata, le misure da intraprendere (diminuzione della spesa pubblica o aumento delle tasse) devono tendere alla creazione di un surplus.
Queste proposte sono normalmente attribuite a John Maynard Keynes, ma in realtà egli non le ha mai specificate. Pur essendo il naturale sviluppo delle sue teorie, Keynes stesso ne resta inizialmente scioccato. I ragionamenti di Lerner vengono attribuiti all'economista britannico poiché gli autori dei manuali di Economia, nel tentativo di spiegare il ragionamento di Keynes, si rifanno immediatamente a quello di Lerner. Come scrisse l'economista David Colander, Keynes può essere considerato un "lerneriano" piuttosto che un "keynesiano".
I suoi lavori sul commercio, sul welfare, sul socialismo e sulla economia keynesiana culminano nella sua pubblicazione più importante, L'Economia del controllo (1944). In questo libro, i vecchi temi vengono integrati e riproposti come nuovi (in particolare la regola "P=MC" e i principi della finanza funzionale), mentre nuove idee vengono introdotte nel dibattito: l'ipotesi della contro-speculazione sui mercati valutari in caso di cambi flessibili come misura di politica economica; la cosiddetta condizione di Marshall-Lerner per la stabilità nel commercio internazionale; l'ipotesi di una "area valutaria ottimale"; il concetto dell'ottima distribuzione del reddito che, in condizioni di "eguale ignoranza", può essere solo quella di una eguale distribuzione del reddito fra gli individui. Soprattutto quest'ultima affermazione lo porta ad avere una forte polemica con Milton Friedman.
Dal 1944 in poi, Lerner sposta il suo interesse dalla teoria economica pura alle misure di politica economica. Si registrano poche eccezioni, come una sua (già citata) critica della teoria keynesiana del 1952 e un notevole tentativo di "sintesi" fra microeconomia e macroeconomia in un suo lavoro del 1962. Un'altra notevole eccezione è la sua ricerca sull'inflazione: Lerner è forse il primo a capire quanto sia importante la sua influenza nella teoria neo-keynesiana in una lunga serie di articoli e libri (1944, 1947, 1949, 1951, 1972). In particolare, introduce il concetto di "inflazione del venditore", una forma generale di inflazione che diventerà centrale nelle analisi di Sidney Weintraub e dell'Economia post-keynesiana.
In queste sue analisi, Lerner scopre ancora una volta una lunga serie di concetti, prima ancora che essi venissero discussi dalla comunità scientifica: la possibilità della stagflazione, il trade-off fra disoccupazione ed inflazione della curva di Phillips, il concetto di "massimo pieno impiego" (una sorta di predecessore del tasso naturale di disoccupazione di Friedman), il differenziale fra gli effetti dell'inflazione attesa e inattesa e la teoria dei contratti impliciti.
La mente di Lerner ribolle di nuove proposte di politica economica. Proprio le sue analisi sull'inflazione lo portano a formulare il "Market Anti-Inflation Plan" (MAP, 1980). Il MAP è un piano di riduzione, o meglio di internalizzazione, dei costi dell'inflazione attraverso un sistema di incentivi e disincentivi basato sulle forze del libero mercato. In base a tale sistema, un produttore le cui vendite in quel dato anno non raggiungano un particolare livello aggregato avrà diritto ad un "buono" per aumentare le sue vendite; viceversa, un produttore le cui vendite superino un particolare livello in quel dato anno subirà un disincentivo per ridurle. Questi "diritti di produzione" sono però commerciabili fra i vari produttori: in questo modo, il mercato internalizza le esternalità dovute all'inflazione e raggiunge l'obbiettivo di controllare il livello di domanda aggregata, senza però perdere il dinamismo del libero mercato.
Lerner continua a sfornare analisi fino al giorno della sua morte. Nel 1980, pubblica un articolo in cui espone un suo piano per spezzare la posizione di dominanza assunta dall'OPEC. Il piano prevede l'applicazione di un dazio del 100% sulla differenza fra il prezzo attuale del petrolio proveniente dai Paesi dell'OPEC e il prezzo operato prima della nascita dell'organizzazione stessa, attualizzato all'inflazione corrente. Il suggerimento di Lerner (giudicato da molti economisti "a prova di bomba") avrebbe raddoppiato gli effetti dell'elasticità della domanda dei Paesi consumatori, che avrebbero ridotto il consumo di petrolio in corrispondenza di prezzi eccessivamente alti e avrebbero dunque messo in seria crisi il cartello costituito dai Paesi OPEC. Il piano non è però mai stato adottato da nessun Paese.

## Opere
- The Diagrammatical Representation of Cost Conditions in International Trade, 1932, Economica
- The Diagrammatical Representation of Elasticity of Demand, 1933, RES
- The Diagrammatical Representation of Elasticity of Substitution, 1933, RES
- The Diagrammatical Representation of Demand Conditions in International Trade, 1934, Economica
- The Concept of Monopoly and the Measurement of Monopoly Power, 1934, RES
- Economic Theory and Socialist Economy, 1934, RES
- Economic Theory and Socialist Economy: Rejoinder, 1935, RES
- The Symmetry Between Import and Export Taxes, 1936, Economica
- Mr Keynes's General Theory, 1936, International Labor Review
- A Note on Socialist Economies, 1936, RES
- Capital, Investment and Interest, 1936-37, Proceedings of Manchester Statistical Society
- Statics and Dynamics in Socialist Economics, 1937, EJ
- Theory and Practice of Socialist Economics, 1938, RES
- Alternative Formulations of the Theory of Interest, 1938, EJ
- Saving Equals Investment, 1938, QJE
- Saving and Investment: Definitions, assumptions and objectives, 1939, QJE
- From Vulgar Political Economy to Vulgar Marxism, 1939, JPE
- The Relation of Wage Policies and Price Policies, 1939, AER
- Some Swedish Stepping Stones in Economic Theory, 1940, Canadian JE
- The Economic Steering Wheel, 1941, University Review, Kansas
- Functional Finance and the Federal Debt, 1943, Social Research
- User Cost and Prime User Cost, 1943, AER
- The Economics of Control: Principles of welfare economics, 1944
- Interest Theory: Supply and demand for loans or supply and demand for cash?, 1944, REStat
- Strengthening the Economic Foundations of Democracy (con Oskar Lange), 1944, American Way of Business
- Money, 1946, Encyclopaedia Britannica
- Money as a Creature of the State, 1947, AER
- The Burden of the National Debt, 1948, in "Income, Employment and Public Policy"
- The Inflationary Process: Some theoretical aspects, 1949, REStat
- Fighting Inflation, 1951, REStat
- The Economics of Employment, 1951
- Factor Prices and International Trade, 1952, Economica
- The Essential Properties of Interest and Money, 1952, QJE
- On the Marginal Product of Capital and the Marginal Efficieny of Investment, 1953, JPE
- Consumption-Loan Interest and Money, 1959, JPE
- On Generalizing the General Theory, 1960, AER
- The Burden of the Debt, 1961, REStat
- A Note on the Rate of Interest and the Value of Assets, 1961, EJ
- The Analysis of Demand, 1962, AER
- Macro-Economics and Micro-Economics, 1962, in "Logic, Methodology and Philosophy of Science", Nagel, Suppes and Tarski
- Consumer's Surplus and Micro-Macro, 1963, JPE
- Keynesian Economics in the Sixties, 1963, in "Keynes' General Theory", Lekachman
- On Some Recent Developments in Capital Theory, 1965, AER
- Employment Theory and Employment Policy, 1967, AER
- The Economist's Can-Opener, 1968, Western EJ
- On Optimal Taxes with an Untaxable Sector, 1970, AER
- Flation: not inflation of prices, not deflation of jobs, 1972
- Money, Debt and Wealth, 1973, in "Econometrics and Economic Theory", W. Sellekaerts
- From the Treatise on Money to the General Theory, 1974, JEL
- Principles of Efficient Economic Policy, 1975, in "Economics of Efficiency and Growth", Ben-Shabar
- Marginal Cost Pricing in the 1930s, 1977, AER
- From Pre-Keynes to Post-Keynes, 1977, Social Research
- Utilitarian Marginalism, 1978, Eastern EJ
- The Scramble for Keynes' Mantle, 1978, JPKE
- On Keynes, Policy and Theory: A grumble, 1979, Social Research
- A Keynesian on Hayek, 1980, Challenge
- MAP: A Market Anti-Inflation Plan (con David Colander), 1980
- Paleo-Austrian Capital Theory, 1983 (selezione di scritti di Abba Lerner a cura di David Colander)